# Серін Діоп
Мор Серін Діоп (фр. Mor Serigne Diop; нар. 29 вересня 1988, Париж, Франція) — французький футболіст, нападник, півзахисник.

## Життєпис
Діоп виступав у професійній лізі Франції, а потім грав за англійський «Лестер Сіті», але там не потрапляв до основного складу.
У серпні 2006 року побував на перегляді в донецькому «Металурзі». У жовтні 2006 року, будучи клієнтом агента Дмитра Селюка, приєднався до алчевської «Сталі», де тренером був Тон Каанен і в команді була велика кількість іноземців. У чемпіонаті України дебютував 29 жовтня 2006 року в матчі проти одеського «Чорноморця» (2:1), на 44 хвилині він відзначився голом у ворота Віталія Руденка. За підсумками сезону 2006/07 років «Сталь» посіла останнє, 16-те місце у Вищій лізі і вилетів у Першу лігу. Всього у Вищій лізі Діоп провів 11 матчів і відзначився 1 голом, в молодіжному чемпіонаті він зіграв 6 поєдинків.
Влітку 2007 року перейшов у донецький «Металург», але виступав в молодіжній першості, де провів 14 матчів і забив 3 голи. У січні 2008 року підписав дворічний контракт з київським «Арсеналом». І відразу ж був відданий в оренду бельгійському «Жерміналь Беєрсхот». Діоп провів всього 1 матч у Лізі Жупіле 29 березня 2008 року проти «Вестерло» (0:2), Серін вийшов на 76 хвилині замість Кінг Осея Гьяна.
Потім грав за кіпрський «Аполлон», але основним гравцем стати не зміг і був орендований клубом ПАЕЕК. У сезоні 2007/08 років ПАЕЕК став переможцем Третього дивізіону Кіпру. У 2009 році виступав за іспанську «Ейвіссу-Ібіцу», команда виступала в Сегунді B. Всього за клуб він зіграв 9 матчів і забив 2 м'ячі (дубль у ворота «Алькояно»).
У жовтні 2009 року став гравцем англійського «Дарлінгтона», на запрошення тренера Стіва Стонтона. У Другій лізі Англії 2009/10 він провів 23 матчі і забив 2 голи (у ворота «Челтнем Тауна» і «Шрусбері Таун»). Також Діоп відзначився голом 7 листопада 2009 року в Кубку Англії в виїзному матчі проти «Барнета» (3:1), на 73-ій хвилині у ворота Джейка Коула. В кінці сезону з ним був достроково розірваний контракт і він покинув клуб в статусі вільного агента.
29 жовтня 2015 року Діоп перейшов до «Бредфорд Таун», приєднавшись до колишнього тренера «Герефорд Юнайтед» Джона Тейлора.
У 2016 році перейшов до «Рашалл Олімпікс».

## Досягнення
- Третій дивізіон чемпіонату Кіпру
  -  Чемпіон (1): 2007/08